# Johann Karl Adam Murhard

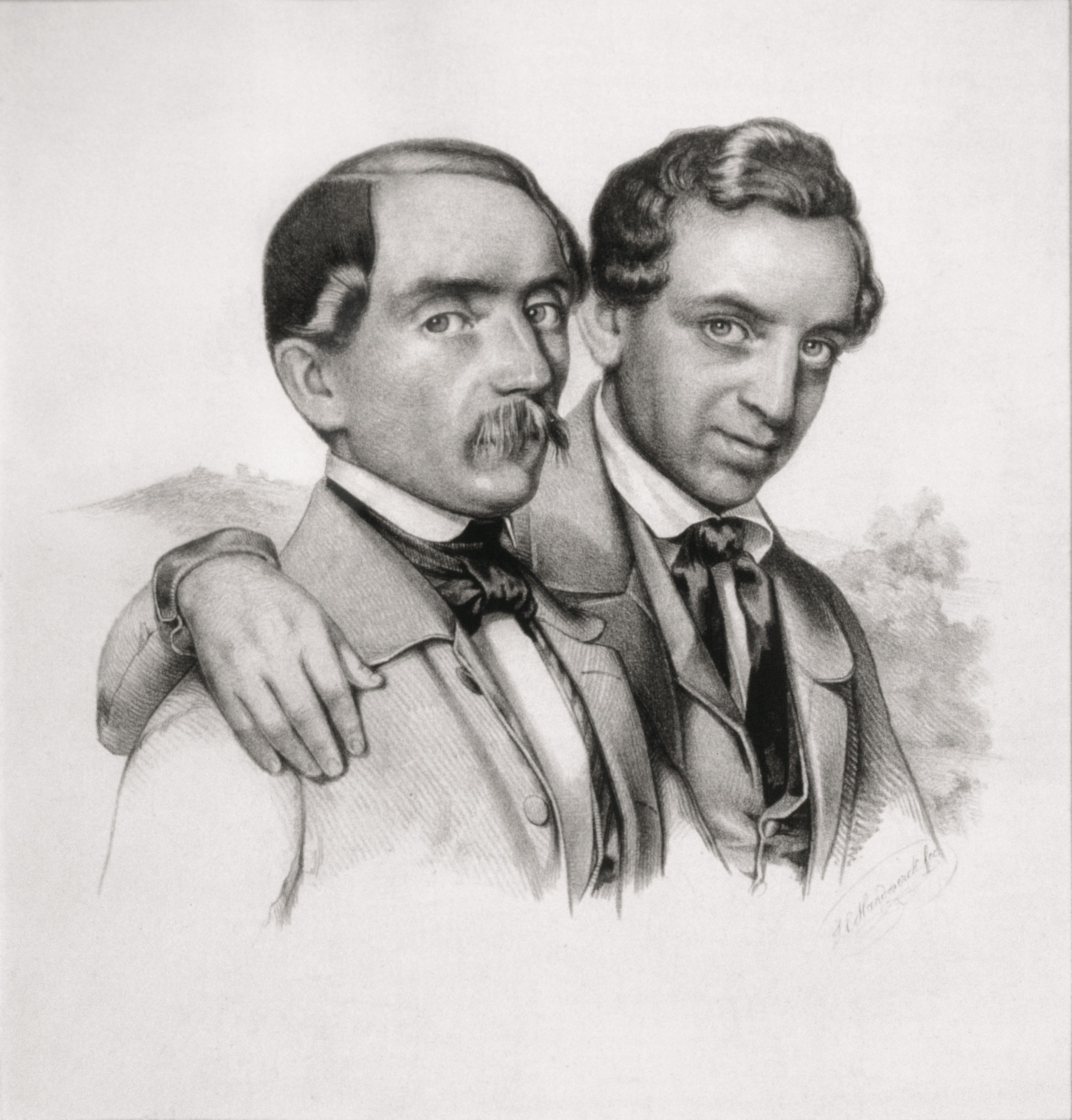
Die Brüder Murhard, Eduard Handwerck, Lithographie um 1840

Johann Karl Adam Murhard (* 23. Februar 1781 in Kassel; † 8. Februar 1863 ebenda) war ein deutscher Nationalökonom, promovierter Rechtsgelehrter, Archivar und Schriftsteller. Die moderne Forschung zählt ihn zusammen mit seinem Bruder Friedrich (1778–1853) mit ihren wissenschaftlich-publizistischen Arbeiten zu den geistigen Wegbereitern des deutschen politischen und wirtschaftlichen Liberalismus im Vormärz.
Die Brüder stifteten die Murhardsche Bibliothek der Stadt Kassel.

## Familie und Ausbildung
Murhard entstammte einer alteingesessenen und wohlhabenden Beamtenfamilie; sein Vater war der Regierungsprocurator Henrich Murhard (1739–1809), seine Mutter war dessen Ehefrau Maria Magdalena, geborene Fischer (1747–1807).
Er besuchte das Lyceum Fridericianum (heute Friedrichsgymnasium) in Kassel und studierte Rechts- und Staatswissenschaften an der Georg-August-Universität in Göttingen und der Philipps-Universität in Marburg. 1800 promovierte er in Marburg. 1802 unternahm er mit seinem Freund und Studienkollegen Philipp Ferdinand Brede (1781–1807) eine ausgedehnte Wanderreise nach Paris. Seine ersten wissenschaftlichen Veröffentlichungen legte er 1805 vor.
Er blieb unverheiratet.

## Berufliche Tätigkeit
Karl Murhard begann seine berufliche Tätigkeit im Archiv der Oberrentkammer in Kassel, wo er 1804 zum Archivar befördert wurde. Er war Mitglied der Kommission zur Untersuchung der Archive des Königreichs Westphalen und wurde 1809 zum Staatsrat berufen. 1810 wurde er zusätzlich zum Vorstand der Abteilung Handel und Gewerbe im Finanzministerium und 1812 zum Liquidator der Öffentlichen Schuld ernannt.
1812 gab er die Zeitschrift Westfalen unter Hieronymus Napoleon heraus.
1816 wurde er in Fulda zum Regierungssekretär ernannt, 1818 folgte er seinem Bruder nach Frankfurt am Main und widmete sich fortan zusammen mit diesem der politischen Schriftstellerei.
Murhard war Anhänger der Theorien Adam Smiths und vertrat in seinen zahlreichen Schriften die klassische Nationalökonomie im Übergang zur Industriegesellschaft in Kurhessen, die er mit seinen Werken einem breiten Publikum vorstellen wollte. Hierbei ließ er auch die Ideen der französischen Revolution und des englischen Liberalismus einfließen. So interpretiert er bereits in einem seiner ersten Werke „Staatsreichtum“ nicht mehr im merkantilistischen Sinn und mit dem alleinigen Ziel, die Staatskasse zu füllen, sondern „... im liberalen Verständnis ... als Möglichkeit, die materielle Lebenssituation für alle Bürger zu verbessern“.
Neben einer Buchreihe und zahlreichen Zeitschriftenartikeln veröffentlichte er 88 Stichwortartikel für die 4. bis 7. Auflage des Conversations-Lexicons (vollständiger Titel: Neuestes Conversations-Lexicon, oder allgemeine deutsche Real-Encyclopädie für gebildete Stände. Von einer Gesellschaft von Gelehrten ganz neu bearbeitet), das ab 1817 im Brockhaus-Verlag in Leipzig erschien.

## Politische Verfolgung
Gegen seinen Bruder Friedrich wurden von der kurhessischen Landesregierung mehrfach Rechtsverfahren wegen politischer Schriftstellerei geführt. Eines wurde auch auf Johann Karl ausgedehnt, der seinem Bruder 1818 nach Frankfurt gefolgt war und in den Allgemeinen politische Annalen, einer von Friedrich in Frankfurt auf Bitten des Verlegers Johann Friedrich Cotta gegründeten überregionalen politischen Zeitschrift, publizierte. Als Friedrich wegen seiner publizistischen Tätigkeit aus Frankfurt ausgewiesen und vorübergehend festgenommen wurde, die Stadt bis 1830 nicht verlassen durfte und unter ein Berufs- und Veröffentlichungsverbot gestellt wurde, traf das Reiseverbot auch ihn als eigentlich Unbeteiligten. Später war er Mitarbeiter beim Rotteck-Welckerschen Staatslexikon.

## Das Testament
Die Brüder Friedrich Wilhelm August und Johann Karl Adam Murhard, die in ihrer Heimatstadt zeitlebens im Schatten der Brüder Grimm standen, vermachten in ihrem Testament von 1845 ihr gesamtes Vermögen ihrer Vaterstadt Kassel, mit der Auflage, eine „... Bürgerbibliothek ... zum Besten der hiesigen Einwohner und im Interesse der Wissenschaft und der Civilisation ...“ zu errichten.
Dieses großzügige Geschenk wurde von der Stadt Kassel und seinen zeitgenössischen Bürgern aber nicht adäquat gewürdigt. Die Brüder Murhard wurden von der Öffentlichkeit als „Französlinge“ angesehen und besonders Friedrich wurde wegen der gegen ihn erhobenen beruflichen und politischen Vorwürfe gemieden. So wurde ihr Andenken wenig gepflegt, und es ist auch nicht überliefert, wo sie begraben sind.
Am 29. November 1853 starb sein Bruder Friedrich „als gebrochener Mann an Entkräftung“, wie Karl in der Familienchronik vermerkte. Karl überlebte ihn um annähernd zehn Jahre. Nach seinem Tod an „Altersschwäche“ wurde das Testament veröffentlicht und 1873 mit der Ausführung begonnen. Die Murhardsche Bibliothek wurde 1905 eröffnet.

## Werke (Auswahl)
- Staatsreichtum. 1806.
- Über Geld und Münze. 1809.
- Theorie des Geldes und der Münze. 1817.
- Theorie und Politik des Handels. 1831.
- Theorie und Politik der Besteuerung. 1834.